# Saison 2 de BoJack Horseman
 (juin 2017).
Si vous disposez d'ouvrages ou d'articles de référence ou si vous connaissez des sites web de qualité traitant du thème abordé ici, merci de compléter l'article en donnant les références utiles à sa vérifiabilité et en les liant à la section « Notes et références ».
Chronologie
Saison 1 de BoJack Horseman Saison 3 de BoJack Horseman
Cette page recense les épisodes de la 2e saison de la série télévisée BoJack Horseman.

## Liste des épisodes

### Épisode 1:Un canapé tout neuf
- George Takei : Narrateur de livres audios

Âgé de 9 ans, Bo assiste à la lecture de sa lettre envoyée à son idole Secrétariat diffusée à l’écran pendant que dans la cuisine, ses parents se disputent une dernière fois avant que son père ne quitte le foyer pour de bon. Sa mère vient le voir ensuite pour lui rappeler à quel point sa naissance a gâché sa vie selon elle.
Bojack a décidé de changer de personnalité et consacre une grande partie de ses journées à écouter un livre audio pour changer sa vie et son comportement. Il fait redécorer son intérieur, forçant Todd à choisir sa voiture pour y dormir, faute d’aimer le nouveau canapé. Diane se prépare à tenir son rôle de conseillère sur le film de Bo dont le tournage est sur le point de commencer, gérant en même temps son mari Peanut qui est forcé à porter une collerette le temps que son poignet guérisse.
Diane doute de la pertinence du changement de personnalité de Bo qui se retrouve trop optimiste et heureux de vivre pour jouer un sportif dépressif, ce qui force la réalisatrice à reporter le tournage de quelques jours après que le décor a été détruit, la faute à une assistante qui s'est prise les pieds dans les câbles que Diane devait surveiller. L’accident rappelle à Bo le jour où sa mère était venue assister à un enregistrement de sa sitcom, l'abusant verbalement au restaurant, ce qui le replongea dans la dépression, ce que Diane note avec inquiétude.
Pour l’aider, Diane lui conseille de se rappeler ses débuts mais cela fait réaliser à Bo que sa nouvelle personnalité n’a pas l’étoffe pour jouer sur scène et qu’il doit ses succès passés à ses anciens vices. Bo comprend que sa position est en danger quand la production réalise un double numérique de lui pour faire le film même s’il doit être viré. La réalisatrice le rassure quant à son choix d’acteur mais lui fait comprendre que son bonheur intérieur ne compte pas et qu’il doit assumer ses responsabilités.

### Épisode 2:30 ans de retard
- Lisa Kudrow : Wanda Pierce
- Joel McHale : Alex

Le succès du livre de Bo lui permet de sortir avec des dizaines de filles mais toutes ne veulent que le personnage du livre en fin de compte, ce qui déprime Bo.
Bo veut que Todd le conduise en ville récupérer sa voiture qu’il a plantée dans une fontaine mais Todd refuse, arguant qu’il doit inaugurer son propre Disneyland qu’il a construit ces 5 années durant son séjour chez Bo. Peanut est content de pouvoir enfin retirer sa collerette. Bo essaye de boire en paix mais il doit changer de bar, celui où il a ses habitudes étant envahi de fans. Il retrouve son ancien éditeur qui travaille désormais pour une chaine de télé. Il rencontre sa patronne, Wanda, qui sort d’un coma de trente ans et qui ignore la célébrité de Bo. Le cheval en tombe de suite amoureux et cela est réciproque.
Bo invite la jeune femme chez lui et parle avec toute la nuit, ce qui l’effraie en fin de compte quand il déclare avoir des sentiments réels pour Wanda.
Bo et son amie visitent le parc moisi de Todd qui attire les foules malgré la ruine qui menace à tout moment. Peanut apprécie tellement le parc qu’il veut en devenir partenaire, ce que Todd refuse. Bo emmène Wanda dans un restaurant des années 50 pour qu’elle se sente mieux. Bo veut se déclarer mais Wanda rencontre Alex, un client qui a aussi passé les trente dernières années dans le coma et elle tombe sous son charme au grand désarroi de Bo. Espionnant son rival, Bo découvre qu’il est en réalité un agent du KGB essayant de reprendre contact avec l’URSS après 30 ans de coma.

### Épisode 3:La Chasse au trésor
- Stanley Tucci : Herb Kazzaz
- Henry Winkler : Lui-même

Aux funérailles de Herb, mort dans un accident stupide alors que son cancer était en rémission, Bo se souvient des mots prononcés par ce dernier à la fin du tournage du pilote, disant à ses acteurs que quel que soit le succès ou l’échec de la série, tous devraient rester ensemble pour s’aider mutuellement.
Bo retrouve avec émotion son amie Charlotte, qui s'éclipse vite, et apprend qu’elle vit désormais au Nouveau-Mexique. À la réception suivante, Carolyn s’incruste dans l’espoir de faire signer des célébrités pour son agence. Bo retrouve ses anciens compagnons de tournage et constate à quel point ils ont aussi changé, Sarah Lynn étant toujours droguée, sa seconde fille étant devenue orgueilleuse et snob depuis qu'elle a commencé une carrière au théâtre en Angleterre alors que son fils lui reproche toujours d’avoir couché avec sa mère et entrainé le divorce de ses parents. Un aveugle leur remet alors une disquette contenant selon lui l’emplacement de l’or de Herb.
Les tentatives de Carolyn se heurtent aux convictions de Henry Winkler, acteur sur le retour et ami de Herb, pour qui toute personne qui profite des funérailles d’une personne pour faire signer des contrats ne mérite aucune considération. Carolyn se fait passer alors pour une amie de Herb mais elle se voit contrainte de raconter des anecdotes sur la vie du défunt. Todd se voit charger par Bo de rapporter à boire mais il perd l’argent et déprime, incapable de gérer une mission aussi simple.

### Épisode 4:Surprise!
- Paul McCartney : Lui-même

Peanut organise un anniversaire surprise à sa femme Diane, après une journée passée à faire tout ce qu'elle voulait. La soirée démarre bien mais un événement inconnu provoque la colère de Diane, forçant les invités à partir pour ne pas aggraver les choses.
Bo et Wanda prétextent une soirée caritative pour partir de la soirée et laisser Peanut se débrouiller avec sa femme. Reconduisant Todd, Carolyn estime que leur séparation n’est qu’une question de quelques mois. Elle surprend dans la rue un enfant qui ressemble comme deux gouttes d’eau à son petit ami Vincent et elle en conclut que ce dernier lui a caché le fait d’être le père d’un enfant. Furieuse, elle contacte Vincent. Un enfant du nom de Kevin se présente alors, disant que son père Vincent cherche une place pour se garer. Il se rend aux toilettes, ressortant secrètement et se présentant à nouveau semble-t-il sous son éternel imperméable.
Contraint de rester dans la voiture de Carolyn, Todd s’ennuie et joue avec son téléphone, faisant tomber amoureux par accident ce dernier avec l’assistant vocal du téléphone de Carolyn. « Vincent » admet être le père de Kevin mais se prétend divorcé, ayant caché l’existence de son fils pour ne pas faire fuir Carolyn. Vincent se rend aux toilettes et Kevin revient. Quand Carolyn s’étonne de ne pas les avoir vus ensemble, Kevin distrait cette dernière un moment et au retour Carolyn voit Kevin à côté de Vincent, le visage opportunément caché par un journal qu’il lit. Après avoir échangé des baisers passionnés, le téléphone de Todd demande à être mis à jour pour supprimer un bug permettant aux machines de tomber amoureux, prétextant ne pas vouloir souffrir. Todd accède à son désir au désespoir du téléphone de Carolyn qui préfère rompre de son côté en raison des difficultés à communiquer avec Vincent.
Dans la voiture de Bo, Wanda s’en veut, ayant causé la colère de Diane en demandant si Tony Curtis était mort ou pas, Diane soutenant que oui et Peanut disant qu’il préfère vérifier sur le net. Distrait par une blague de Wanda alors qu’il conduit, Bo renverse un piéton et tente de fuir alors que Wanda insiste pour porter secours au blessé.

### Épisode 5:Roule ma poule
- Ron Funches : Gentil Fermier Poulets
- Amy Schumer : Irving

Fasciné par une publicité sur un fast food, Bojack provoque un accident au cours duquel des volailles destinées à être mangées s’enfuient. 
Kelsey, la réalisatrice du film de Bo, est forcée de garder Irving, sa fille adolescente et Diane est chargée de lui tenir compagnie. Diane tente de sympathiser mais la fille se trouve être une rebelle dans l’âme et critique toutes ses décisions, faisant comprendre à Diane qu’elle écoute trop les avis des hommes pour diriger sa vie. Bo s’inquiète de savoir s’il peut mieux se faire voir et décide d’inviter l’équipe technique au restaurant avant la pause, ruinant la journée de travail.

### Épisode 6:Le Mot en trop
- Alan Arkin : J.D. Salinger

Peanut et Todd reçoivent la visite de leur comptable qui leur annonce que leur société est en faillite, ruinée par les idées stupides enchaînées depuis des mois. Peanut reprend contact avec son ancien agent mais après des heures d’attente, il le retrouve mort, pendu accidentellement à la suite d’un jeu érotique qui a mal tourné.
Wanda se plaint de ce que le lit de Bo soit instable après que Bo l’ai réparé avec son Golden Globe. Il lui promet d’arranger cela mais commence à paniquer quand il se surprend à lui dire qu’il l’aime en partant, puis en se contredisant juste après dans la panique. Peanut est contraint de trouver un emploi et Diane s’inquiète de le voir agir de façon habituelle, laissant le hasard guider son destin alors qu'il risque de perdre sa maison. Il finit ainsi vendeur dansant de chaussures. Sur le tournage, Bo essaye de savoir auprès de Diane s’il a bien fait de nier son amour pour Wanda face à elle. Plus occupée à voler de la nourriture en prévision d’un échec de Peanut à retrouver un emploi, Diane n’arrive pas à déstresser et Bo décide en fin de compte de faire en sorte que la journée de tournage ne finisse jamais pour échapper à la conversation avec Wanda.
Carolyn passe une très mauvaise journée et arrive en retard pour essayer de convaincre les anciens clients du pendu de signer avec sa société. Bo ne peut rien contre les lois syndicales renvoyant l’équipe technique chez elle. Il accepte de prendre un verre avec Corduroy, son partenaire d’écran qui lui confie ses craintes de finir comme l’agent, se livrant aussi autrefois à l’asphyxie auto-érotique. Bo le pousse à changer de sujet mais accepte de reparler masturbation quand son ami lui confie avoir abandonné les jeux érotiques après avoir trouvé la foi.
Wanda semble ne pas avoir accepté le pas en arrière de Bo, déclarant ne pas l’aimer non plus. Achetant de nouvelles chaussures, Carolyn surprend Peanut en vendeur de chaussures dansant. Rutabaga lui donne alors un tuyau en or, lui révélant que l’agent pendu avait aidé l’écrivain J.D. Salinger à disparaitre en simulant sa mort. Carolyn se précipite pour le retrouver en vendeur de vélos.
Le partenaire de Bo lui offre son matériel de masturbation pour ne pas succomber à la tentation de le réutiliser. Bo décide d’user le kit afin de pousser Wanda à admettre qu’elle l’aime. Fatigué de devoir réparer des vélos alors qu’il n’y connait rien, Salinger accepte l’offre de Carolyn de revenir dans le monde médiatique de la télévision, où personne ne lit de livres.
Wanda ne se laisse pas impressionner et pousse Bo à user de son kit malgré le danger s’il y tient vraiment. Carolyn arrive à convaincre Wanda avec le projet de Salinger de lancer un jeu télévisé centré sur les stars et leurs connaissances. Carolyn réussit aussi à convaincre Peanut d’assurer la présentation du jeu débile.

### Épisode 7:La Face cachée d'oncle Hanky
- Scott Wolf : Scott Wolf

1994. À une cérémonie de remise des prix, Bojack et Peanuttbutter sont en concurrence pour le prix du meilleur acteur comique mais c’est un troisième larron qui reçoit la récompense. le vainqueur, Hank Hippopotamous, remonte le moral de Bo à la soirée qui suit, admettant aimer son jeu tout en lui faisant comprendre qu’il lui est supérieur.
Le tournage du film de BoJack étant suspendu, Diane a finalement accepté l’offre de Sebastian d’aller la rejoindre pour couvrir ses opérations médiatiques. Dans l’attente, elle doit suivre Bo qui part en tournée de promotion pour son livre. Todd se fait enlever par le prince-despote de Cordovie dont il est le portrait craché, le tyran prenant sa place pour passer quelques journées tranquille loin de la guerre civile qui ravage son pays.
Peanut est ravi de retrouver Hank après des années, ayant toujours de l’admiration pour son idole de jeunesse. Lors de la tournée, Bo arrive à sortir sans encombre de questions piégeuses sur le conflit israélo-palestinien au grand soulagement de Carolyn. En revanche, Diane provoque un esclandre en soulignant que les frasques de Bo ne sont pas comparables aux rumeurs qui circulent sur certaines vedettes plus cotées, désignant Hank comme un exemple, au grand scandale de la salle.
La rumeur embrase les médias et Diane se retrouve accusée de répandre de fausses accusations, le système médiatique prenant parti pour Hank en évitant de parler de ce dont il est accusé, au grand scandale de Diane. Peanut s’inquiète des conséquences sur son émission sur le point d’être lancée sur la même chaîne que celle de Hank. Diane essaye de recentrer les questions sur le livre et constate que ses tentatives de se faire oublier échouent rapidement. En colère, elle décide de prouver que les allégations contre Hank sont vraies, mais aucune ancienne partenaire ou assistante de Hank ne souhaite parler. Wanda s’inquiète du scandale et demande à Bo de convaincre Diane d'abandonner le combat. Diane entre en contact avec l’actuelle assistante de Hank mais le rendez-vous est un piège et elle se trouve face à ce dernier.

### Épisode 8:Révélations
- Alan Arkin : J.D. Salinger
- Tatiana Maslany : Mia McKibbin
- Daniel Radcliffe : Lui-même

Par amitié, Bo a accepté d’être le premier invité de l’émission de Peanut pendant que Todd joue avec la salle de maquillage pour essayer d'impressionner Salinger qui entend bien faire comprendre à tous à quel point il est une sommité dans l’art de la réalisation. Pour séduire Mia, une assistante, Todd essaye de remporter le prix promis par Salinger au meilleur membre de l’équipe, son stylo 4 couleurs.
Bo se pose des questions quand des questions très difficiles lui sont posées et que le public commence à le huer. Bo est certain que le jeu est truqué quand il est opposé à Daniel Ratcliffe en personne et que ce dernier n’a que des questions ridiculement faciles pour challenge. Bo essaye de faire bonne figure quand il doit écrire une dissertation alors que Daniel ramasse de l’argent. Carolyn aide Bo en lui livrant le défaut de Peanut qui ne peut pas s’empêcher de dresser ses oreilles quand il donne la bonne réponse d’un quiz. 
Bo remonte au score et arrive à égaliser. Mais la production a prévu de faire gagner Daniel pour que l’argent du prix aille à une œuvre de charité. Wanda demande à Bo de perdre et ce dernier commence à s’exécuter à contre-cœur. Les commentaires de Peanut sont très agressifs, et Bo, énervé, fait référence au fait que Diane a préféré partir dans un pays en guerre plutôt que de rester avec son mari. Piqué au vif, Peanut révèle que Bo a embrassé sa femme en voulant la séduire. Ce qui ravit Salinger qui exulte devant le scandale en coulisse. Bo admet être jaloux de la vie facile et de la chance que Peanut a alors que lui se sent mal dans sa peau.
Bo s’excuse et Peanut finit par pardonner à Bo sur ordre de la production. Salinger offre le stylo à Mia après que Todd a provoqué un incident. Ce dernier s’apitoie sur son sort assez pour que Mia conçoive des regrets d’avoir gagné, et elle lui offre le stylo, ce qui ravi Todd de la voir tomber dans son piège.

### Épisode 9:Ça tourne!
1972. Secrétariat est sur le point d’être mobilisé. Il parvient à arranger son dossier avec l'aide de Nixon en forçant son frère à partir au Viet Nam à sa place, en échange d'un soutien officiel. Bo admire son champion à la télé et essaye de l’imiter en fumant sa première cigarette, que sa mère le force à finir pour ne pas la gâcher.
Bo est ravi de reprendre le tournage, mais il déchante en apprenant qu’une scène essentielle de la vie de Secrétariat a été retirée du script pour faire du film un spectacle grand public. En pleine procédure de divorce, Rutabaga décide de démissionner et essaye de convaincre Carolyn de faire de même pour lancer leur propre agence. Diane essaye de suivre Sebastian dans sa logorrhée mais elle a du mal à s’habituer à la réalité de la guerre et des malheurs de la population. 
Bo essaye de convaincre Kelsey de tourner en cachette la scène où Nixon apprend à Secrétariat la mort de son frère pour forcer la main de la production. Kelsey accepte. Pour cela, Bo vole la maquette du bureau de la Fondation Nixon où se trouve une réplique du bureau ovale afin de disposer d’un plan des lieux. Bo recrute Todd, Carolyn, Peanut et Margo Martindale à peine sortie de prison de la banque pour tourner la scène. Bo prévoit un faux braquage dans une galerie d’art bon marché pour faire diversion. Les nerfs de Diane finissent par lâcher quand un des enfants avec qui elle s’était liée meurt dans un bombardement et se rend compte que les actions de Sebastian servent plus son ego que les blessés de guerre. 
Dans la galerie, Carolyn se laisse hypnotiser par une peinture anglaise du XIXe siècle et commence un rêve éveillé où elle se retrouve propriétaire de la maison de la peinture, avec sa rivale Vanessa comme servante, ignorant le gun fight qui dévaste l’endroit. Bo arrive à faire tourner la scène une fois le gardien, fils caché de Nixon, corrompu de la bonne façon en lui offrant un rôle. Carolyn est distraite de son rêve éveillé quand Vanessa prend le pouvoir à l’intérieur de celui-ci. Cela la convainc d’accepter l’offre de Rutabaga. 

### Épisode 10:La Secte de l'impro
- Ben Schwartz : Rutabaga Rabbitowitz
- Liev Schreiber : Copernic

Cela fait 5 jours que Diane squatte la maison de Bo, passant son temps à boire, et Wanda en a assez. Todd est déçu d’apprendre qu’il est renvoyé par Salinger. Seul, il finit par intégrer un club d’improvisation théâtrale quelque peu sectaire.
Bo essaye de s’habituer aux habitudes du nouveau réalisateur, sans personnalité ni ambition artistique, et aux nouveaux changements dans le script qui fait de la vie de Secrétariat une copie de son ancienne série Horsin’ Around. Carolyn obtient de Bo qu’il la garde comme agent au sein de sa nouvelle agence, même si ce dernier estime que le film va détruire ce qui lui reste de crédibilité artistique. Carolyn lui annonce que Bo peut intégrer une tournée théâtrale mais que cela le forcera à partir pour New York pendant 6 mois. Todd est séduit par la troupe et tente de les convaincre de l’intégrer. 
Diane fait toujours croire à Peanut qu’elle est à l’étranger, n’arrivant pas à avouer la vérité. Todd arrive à impressionner ses futurs partenaires avec une improvisation, ce qui lui ouvre les portes de la secte. À la suite d'un quiproquo, Bo met le nouveau réalisateur en colère et ce dernier lui annonce qu’il va faire trainer le tournage afin que Bo ne puisse pas faire du théâtre. Cela met Wanda en rogne. Bo se rend compte que Todd est dans une secte et énerve Wanda encore plus en disant que son passage dans la scientologie lui a fait connaitre l’univers des sectes, cette dernière estimant la scientologie comme étant un culte respectable. 
Todd décide d’inviter Bo à sa « remise de diplôme » pour essayer de le convaincre que son cours d’improvisation n’est pas une secte malgré toutes les apparences. Diane admet que son échec en Cordovie a détruit l’image qu’elle avait d’elle-même. Le montage de l’agence de Rutabaga avance bien, même si en raison de son divorce il a fait toutes les procédures au nom de Carolyn. Peanut accepte de suivre cette dernière dans sa nouvelle agence pour la remercier d’avoir relancé sa carrière à la télé. Wanda est exaspérée de voir que Diane a une mauvaise influence sur Bo qui ne veut plus tourner le film et qui reste à s’abrutir devant la télé avec elle. Seule une menace de poursuite judiciaire convainc Bo de revenir sur le plateau et le réalisateur en profite pour lui faire refaire ses scènes à l’infini. 
Voyant que Bo refuse de se changer les idées avec elle et comprenant les tendances auto-destructrices de l’acteur, Wanda décide de le quitter. Bo admet devant Diane que quel que soit le bonheur qu’il pense trouver dans un projet ou une femme, il finit par s’en lasser très vite et par tout détruire. Diane lui conseille de retrouver le dernier moment où il était heureux pour s'en inspirer et se faire une vie meilleure. Bo quitte la ville et disparait, négligeant l’invitation de Todd et le plateau de tournage. 

### Épisode 11:L'Escapade de L.A.
- Olivia Wilde : Charlotte
- Ed Helms : Kyle
- Adam Pally : Trip
- Ilana Glazer : Penny

Charlotte est heureuse de revoir Bo et elle le présente à son mari et ses enfants. Quand sa fille Penny lui demande pourquoi Bo est venu au Nouveau Mexique, il invente une histoire de salon nautique sur invitation pour ne pas avoir à dire qu’il est revenu voir sa mère pour tenter de la séduire.
Bo se fait porter pâle auprès du studio pour pouvoir rester à Tesuque le temps pour lui de savoir quoi faire maintenant qu’il sait Charlotte mariée et mère de famille. Il accepte de faire passer des leçons de conduite à Penny avec qui il se lie d’amitié. Pour ne pas se dédire, Bo s’achète un bateau qu’il laisse dans l’allée de Charlotte, qui l’encourage à rester un peu plus longtemps. 
Bo décide de rester, pensant sérieusement à s’établir dans la ville, négligeant ses engagements. Deux mois plus tard, Bo a commencé à prendre ses habitudes au sein de la famille de Charlotte, Penny est en colère car son petit ami potentiel a choisi une autre fille pour aller au bal de fin d’année. Penny accepte de prendre Bo comme cavalier pour la dépanner. Bo se retrouve à accompagner deux amis de Penny à qui il enseigne l’art de l'ivresse responsable pour éviter la gueule de bois du lendemain. Le groupe s’ennuyant fortement pendant la soirée, Bo embarque Penny et ses amis dans le désert proche pour passer une meilleure soirée. Penny danse avec Bo et commence à ressentir des émotions pour lui. Maddie fait un malaise et Bo s’en débarrasse à la porte des urgences pour ne pas s’attirer des ennuis, restant seul avec Penny en fin de compte.

### Épisode 12:La croisière s'amuse
- Ricky Gervais : Hérisson à l'orphelinat
- Sarah Koenig : La sonnerie de Diane
- Aisha Tyler : Sextina Aquafina
- Angela Bassett : Ana Spanikopita

Pendant que l’émission de Peanut bat des records d'audience et lui assure argent et notoriété, ce dernier se languit de sa femme, qui continue de déprimer chez Bo.
Pendant que Bo cuve son alcool, Carolyn lui apprend que la production a terminé le film, usant d’un double numérique de Bo pour pallier l’absence de l’acteur. Elle lui apprend aussi que sa part d’héritage de Herb a été investie dans un orphelinat qui va porter son nom et que Bo doit donc l'inaugurer malgré ses réticences. Todd s’investit de plus en plus dans sa secte d’improvisation et se trouve séduit par les paroles de son leader, Copernic, qui lui offre une place sur sa croisière éternelle. Au studio, Bo apprend qu’il a en fait été remplacé par sa copie numérique dans tout le film mais il doit tout de même en assurer la promotion. Pour le lancement de son agence, Carolyn a l’idée de confier les comptes de réseaux sociaux de ses clients à un nègre littéraire afin de les faire paraître plus intelligents et concernés qu’ils ne le sont en fait. Elle offre le poste à Diane qui accepte, désirant remettre sa vie sur de meilleurs rails. 
Todd a accepté l’offre du leader et fait ses adieux à Bo qui tente de le retenir sans succès. Carolyn et Rutabaga font leurs adieux à leur agence et Rutabaga coupe les ponts définitivement en insultant copieusement ses anciens collègues au pire moment. Voulant aider un de ses anciens collègues de la troupe, Todd découvre que la cabine de Copernic cache en fait une entrée menant à une cabine de luxe. Il découvre aussi le livre d’histoires drôles que ce dernier utilise en cachette pour faire croire à ses talents d’improvisateur. Carolyn décide de rompre avec Rutabaga quand elle comprend qu'il ne compte pas divorcer. Elle le chasse aussi de la nouvelle agence, étant officiellement la seule propriétaire pour que la société ne soit pas menacée par le divorce de Rutabaga.
Assistant à la projection-test de son film, Bo doit admettre que le résultat final est plutôt bon malgré les grandes libertés prises avec la vérité.
Se rendant compte qu’il ne peut être aimé que par des personnes qui ne le connaissent pas, Bo décide de retrouver Todd et de le faire revenir afin de briser cette malédiction. Diane retrouve Peanut dans le restaurant où elle doit rencontrer sa première cliente. La voyant, Peanut décide de lui parler par téléphone. Il lui dit combien elle lui manque et l’encourage à revenir en Amérique. Après avoir hésité, Diane accepte, et comprend que Peanut a cru voir un simple sosie en la voyant assise à sa table. 
En rattrapant le bateau de croisière avec son propre bateau, Bo retrouve un Todd qui a été dégradé au sein de sa secte à un rang inférieur. Il tente de le convaincre de revenir chez lui, estimant qu’il est le seul à voir le bon en lui. Le service de sécurité tente de jeter Bo à la mer mais ce dernier use avec Todd de techniques d’improvisation théâtrale pour neutraliser les gardes. Todd hésite une dernière fois, mais accepte de repartir avec Bo quand ce dernier admet se souvenir de sa première rencontre avec lui, lui livrant tous les détails. Carolyn recontacte Bo au sujet de la pièce de théâtre et se souvient que son auteur avait joué avec lui dans une autre série télévisée. Bo se sent plus à l’aise avec le retour de Todd et fait rebaptiser l’orphelinat au nom de Herb afin d’honorer convenablement son ancien ami.